# Sankt Georgen im Lavanttal
Sankt Georgen im Lavanttal è un comune austriaco di 1 974 abitanti nel distretto di Wolfsberg, in Carinzia. Nel 1864 ha inglobato i comuni soppressi di Herzogberg, Paierdorf e Steinberg; tra il 1973 e il 1991 è stato accorpato al comune di Sankt Paul im Lavanttal.